# Xe législature du Parlement de Navarre
La Xe législature du Parlement de Navarre est un cycle parlementaire du Parlement de Navarre, d'une durée de quatre ans, ouvert le 19 juin 2019 à la suite des élections du 26 mai 2019, et clos le 4 avril 2023.

## Bureau
| Poste                    | Titulaire               | Parti | Parti    |
| ------------------------ | ----------------------- | ----- | -------- |
| Président                | Unai Hualde             |       | GB       |
| Première vice-présidente | Inmaculada Jurío        |       | PSN      |
| Seconde vice-présidente  | Yolanda Ibáñez          |       | NA+      |
| Premier secrétaire       | Juan Sánchez de Muniáin |       | NA+      |
| Second secrétaire        | Maiorga Ramírez         |       | EH Bildu |

## Groupes parlementaires
| Nom | Nom                            | Début | Fin | Porte-parole        |
| --- | ------------------------------ | ----- | --- | ------------------- |
|     | Groupe Navarra Suma            | 20    | 20  | José Javier Esparza |
|     | Groupe socialiste de Navarre   | 11    | 11  | Ramón Alzórriz      |
|     | Groupe Geroa Bai               | 9     | 9   | Uxue Barkos         |
|     | Groupe EH Bildu Nafarroa       | 7     | 7   | Bakartxo Ruiz       |
|     | APF Podemos Ahal Dugu Navarra  | 2     | 2   | Mikel Buil          |
|     | Groupe mixte-Izquierda-Ezkerra | 1     | 1   | Marisa de Simón     |

## Commissions parlementaires
| Commission                                                                                     | Président                  | Parti    | Parti |
| ---------------------------------------------------------------------------------------------- | -------------------------- | -------- | ----- |
| Commissions permanentes législatives                                                           |                            |          |       |
| Commission du Régime foral                                                                     | Ainhoa Unzu                | PSN      |       |
| Commission de l'Éducation                                                                      | Patricia Fanlo             | PSN      |       |
| Commission de la Santé                                                                         | Nuria Medina               | PSN      |       |
| Commission du Vivre-ensemble et de la Solidarité internationale                                | Isabel Olave               | UPN      |       |
| Commission de la Présidence, de l'Égalité, de la Fonction publique et de l'Intérieur           | Inmaculada Jurío           | PSN      |       |
| Commission de la Présidence, de l'Égalité, de la Fonction publique et de l'Intérieur           | Jorge Aguirre (25/09/2020) | PSN      |       |
| Commission de l'Aménagement du territoire, du Logement, du Paysage et des Projets stratégiques | Pablo Azcona               | GB       |       |
| Commission de la Cohésion territoriale                                                         | Virginia Magdaleno         | PSN      |       |
| Commission de l'Économie et des Finances                                                       | Isabel Aramburu            | GB       |       |
| Commission du Développement économique et entrepreneurial                                      | Roncesvalles Solana        | GB       |       |
| Commission des Politiques migratoires et de la Justice                                         | Nuria Medina               | PSN      |       |
| Commission des Droits sociaux                                                                  | Aranzazu Biurrun           | PSN      |       |
| Commission des Relations citoyennes                                                            | Jabi Arakama               | GB       |       |
| Commission de l'Enseignement supérieur, de l'Innovation et de la Transformation numérique      | Mikel Asiain               | GB       |       |
| Commission du Développement rural et de l'Environnement                                        | Blanca Regúlez             | GB       |       |
| Commission de la Culture et des Sports                                                         | Isabel Olave               | UPN      |       |
| Commissions permanentes non-législatives                                                       |                            |          |       |
| Commission du Règlement                                                                        | Unai Hualde                | GB       |       |
| Commission des Pétitions                                                                       | Aranzazu Biurrun           | PSN      |       |
| Commissions spéciales                                                                          |                            |          |       |
| Commission sur le Plan Reactivar Navarra                                                       | Unai Hualde                | GB       |       |
| Commission pour le Suivi et le Contrôle de l'exécution du rapport sur les Pyrénées-Orientales  | Adolfo Araiz               | EH Bildu |       |

## Gouvernement et opposition
| Candidat            | Date                                     | Vote       |     |     |    |       |      |    | Résultat |  |  |  |  |  |  |  |  |  |  |  |  |  |  |
| Candidat            | Date                                     | Vote       | NA+ | PSN | GB | Bildu | Pod. | IE | Résultat |  |  |  |  |  |  |  |  |  |  |  |  |  |  |
| María Chivite (PSN) | 1er août 2019 (majorité absolue requise) | Oui        |     | 11  | 9  |       | 2    | 1  | 23 / 50  |  |  |  |  |  |  |  |  |  |  |  |  |  |  |
| María Chivite (PSN) | 1er août 2019 (majorité absolue requise) | Non        | 20  |     |    | 7     |      |    | 27 / 50  |  |  |  |  |  |  |  |  |  |  |  |  |  |  |
| María Chivite (PSN) | 1er août 2019 (majorité absolue requise) | Abstention |     |     |    |       |      |    | 0 / 50   |  |  |  |  |  |  |  |  |  |  |  |  |  |  |
| María Chivite (PSN) |                                          |            |     |     |    |       |      |    |          |  |  |  |  |  |  |  |  |  |  |  |  |  |  |
| María Chivite (PSN) | 2 août 2019 (majorité simple)            | Oui        |     | 11  | 9  |       | 2    | 1  | 23 / 50  |  |  |  |  |  |  |  |  |  |  |  |  |  |  |
| María Chivite (PSN) | 2 août 2019 (majorité simple)            | Non        | 20  |     |    | 2     |      |    | 22 / 50  |  |  |  |  |  |  |  |  |  |  |  |  |  |  |
| María Chivite (PSN) | 2 août 2019 (majorité simple)            | Abstention |     |     |    | 5     |      |    | 5 / 50   |  |  |  |  |  |  |  |  |  |  |  |  |  |  |

## Désignations

### Sénateurs
| Parti | Parti | Sénateurs désignés               | Voix |
| ----- | ----- | -------------------------------- | ---- |
| GB    |       | Koldo Martínez Urionabarrenetxea | 22   |

- Désignation : 26 septembre 2019.